# Admiraal Tjerk Hiddes De Vries
Lo Washington era un vascello di seconda classe da 74 cannoni in servizio nella marina olandese tra il 1796 e il 1799, e poi nella Royal Navy come HMS Princess of Orange tra il 1799 e il 1822.

## Storia
Realizzato per contro dell'Ammiragliato di Frisia, il vascello da 68 cannoni Admiraal Tjerk Hiddes De Vries  fu impostato presso il cantiere navale di Harlingen il 26 gennaio 1782, sotto la direzione di Sjoerd Jouwerts Stapert, e varato il 12 novembre dello stesso anno 1796.  L'unità entrò in servizio attivo il 1 ottobre 1783. In quello stesso anno la nave salpò per il Mare Mediterraneo al comando del capitano Van der Beets. Quando ritornò nella Repubblica delle Sette Province Unite fu posta in riserva ordinaria fino al 1795. Trasferito alla marina batava nel 1795.

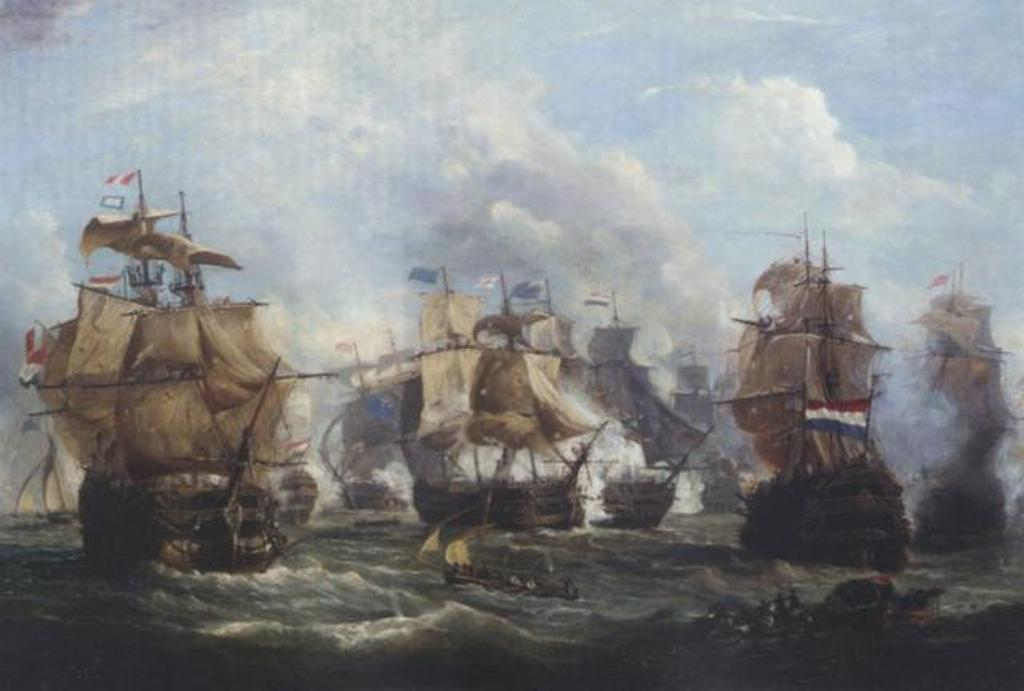
La battaglia di Camperdown, dipinto di Martinus Schouman.

Nel 1797 fu assegnato alla squadra navale dell'ammiraglio Jan Willem de Winter. Detta squadra navale salpò da Texel alle 10:00 dell'8 ottobre, e lo Admiraal Tjerk Hiddes De Vries era al comando del capitano J.B. Zeegers. Le navi olandesi vennero rapidamente avvistate dalla flottiglia al comando del captain Henry Trollope, che iniziò ad inseguirle. Da quando aveva lasciato la rada di Texel, de Winter non riuscì mai a sfuggire alle navi di Trollope: la sera del 10 ottobre, diverse navi olandesi furono distaccate dal grosso della squadra per cercare di allontanare le navi di Trollope mentre la flotta olandese si allontanava dalla Mosa, ma non riuscirono mai ad avvicinarsi alle più veloci navi britanniche. Non essendo riuscito a raggiungere l'appuntamento con un altro vascello al largo della Mosa, de Winter virò quindi a nord-ovest, navigando al largo di Lowestoft nel Suffolk e di nuovo tentando, senza successo, di allontanare le navi di Trollope. Lì lo raggiunsero i rapporti dei pescherecci olandesi sull'apparizione delle navi di linea del viceammiraglio Adam Duncan al largo di Texel, e richiamò immediatamente le sue navi ordinando nel contempo alla flotta di tornare indietro verso la costa olandese, puntando al villaggio di Scheveningen. Nel frattempo, ulteriori messaggi di Trollope che riportavano i movimenti olandesi avevano raggiunto Duncan e lui virò con la sua flotta verso ovest, seguendo la costa olandese. Alle 07:00 del mattino dell'11 ottobre la squadra di Trollope avvistò le vele a nord-est e, dopo aver confermato che si trattava della flotta di Duncan, segnalò che la flotta olandese si trovava a circa 3 miglia nautiche (5,6 km) più a sud-ovest, diventando visibile alla flotta entro le 08:30. Il primo chiaro avvistamento delle navi olandesi fu segnalato dal capitano Peter Halkett della Circe, che era salito sull'albero maestro per avere una visuale migliore. A questo punto le navi olandesi stavano navigando verso terra, a circa 9 miglia nautiche (17 km) dalla costa dell'Olanda Settentrionale, vicino al villaggio di Camperduin. 
Alle 12:05, Duncan alzò il segnale e ordinò alle sue navi di ingaggiare da vicino il nemico, iniziando la battaglia di Camperdown. Lo Admiraal Tjerk Hiddes De Vries, insieme alla ammiraglia Vrijheid, iniziò a sparare contro il vascello Ardent al comando di Richard Rundle Burges. Lo Ardent ebbe più di cento morti, compreso il capitano, e fu salvato dall'arrivo dall'ammiraglia di Duncan, il Venerable che impegnò il Vrijheid. 
A sostenere Duncan, il capitano William Essington della Triumph, e il capitano Sir Thomas Byard della Bedford, avanzarono nella battaglia, con il Triumph che si avvicinò a fianco del vascello Wassenaar e aprì un pesante fuoco mentre Bedford attaccava lo Admiraal Tjerk Hiddes De Vries e lo Hercules. 
L'arrivo della navi di Richard Onslow, che avevano avuto ragione della navi della retroguardia olandese al comando del viceammiraglio Hermanus Reijntjes cambiò le sorti della battaglia. I vascelli Admiraal Tjerk Hiddes De Vries  e Gelijkheid, entrambi troppo gravemente danneggiati per fuggire, ammainarono la bandiera e si arresero rispettivamente alle 15:00 e alle 15:10.
Portato in Gran Bretagna fu rinominato HMS Admiral DeVries, e tra il 7 gennaio e il luglio 1798 fu sottoposto a lavori di trasformazione presso l'arsenale di Chatham venendo convertito in nave trasporto truppe al costo di 7.364 sterline. La nave era al comando del captain Charles William Paterson.  Nell'ottobre 1798 rientrò in servizio attivo, con armamento ridotto a 24 cannoni da 18 e 10 da 8 libbre, al comando del comandante John Wight. In seguito alla ribellione in Irlanda fu utilizzata per trasportare prigionieri e 400 uomini, donne e bambini furono imbarcati a Cork e Waterford con un distaccamento del 60º Reggimento per il trasporto in Martinica. La disattenzione di un artigliere e dei suoi assistenti durante la fumigazione della nave provocò due terribili esplosioni nel ponte dei cannoni, ma in entrambe le occasioni l'incendio fu tenuto sotto controllo. Nel luglio 1799 salpò per le Indie Occidentali e durante il viaggio verso la Giamaica si verificò una infiltrazione d'acqua nello scafo al largo di Santo Domingo, con una successiva indagine che stabilì che la nave non era idonea alla navigazione e fu quindi fu trattenuta a Port Royal come nave prigione. Radiato dal servizio nel febbraio 1806 fu venduto per demolizione a Port Royal al prezzo di 240 sterline.

### Fonti
1. ↑  Colledge, Warlow 2006, p. 4.
2. 1 2  Tree Decks.
3. 1 2 3 4 5  Tree Decks.
4. ↑  Fischer Fzn 1997, p. 136.
5. ↑  Roodhuyzen 1998, p. 38.
6. ↑  Clowes 1997, p. 327.
7. ↑  Clowes 1826, p. 68.
8. ↑  Clowes 1997, p. 326.
9. ↑  James 1826, p. 67.
10. ↑  Brenton 1823, p. 353.
11. ↑  Fischer Fzn 1997, p. 394.
12. 1 2 3 4  The Age of Nelson.